# Lecheng
Lecheng est une ville du Botswana.